# Gianpietro Zappa
Gianpietro Zappa (ur. 11 lutego 1955 w Lozannie  – zm. 8 maja 2005 w Lugano) – szwajcarski piłkarz grający na pozycji środkowego obrońcy. W swojej karierze rozegrał 23 mecze w reprezentacji Szwajcarii, w których strzelił 3 gole.

## Kariera piłkarska
Swoją karierę piłkarską Zappa rozpoczął w klubie FC Lugano. W 1974 roku awansował do pierwszego zespołu i w sezonie 1974/1975 zadebiutował w jego barwach w pierwszej lidze szwajcarskiej. W sezonie 1975/1976 spadł FC Lugano do drugiej ligi. W FC Lugano grał do końca sezonu 1976/1977.
W 1977 roku Zappa przeszedł z FC Luzern do FC Zürich. W sezonie 1978/1979 wywalczył z nim wicemistrzostwo Szwajcarii, a w sezonie 1980/1981 został z klubem z Zurychu mistrzem kraju. W FC Zürich grał do 1984 roku.
W 1984 roku Zappa odszedł z FC Zürich do Lausanne Sports. W klubie z Lozanny występował przez dwa sezony. W 1986 roku wrócił do FC Lugano. W sezonie 1987/1988 wywalczył z nim awans z drugiej do pierwszej ligi. Po sezonie 1988/1989 zakończył w Lugano swoją karierę.
| Sezon   | Klub            | Kraj       | Rozgrywki      | Mecze | Gole |
| ------- | --------------- | ---------- | -------------- | ----- | ---- |
| 1974/75 | FC Lugano       | Szwajcaria | Nationalliga A | ?     | ?    |
| 1975/76 | FC Lugano       | Szwajcaria | Nationalliga A | ?     | ?    |
| 1976/77 | FC Lugano       | Szwajcaria | Nationalliga B | ?     | ?    |
| 1977/78 | FC Zürich       | Szwajcaria | Nationalliga A | 28    | 2    |
| 1978/79 | FC Zürich       | Szwajcaria | Nationalliga A | 32    | 9    |
| 1979/80 | FC Zürich       | Szwajcaria | Nationalliga A | 34    | 2    |
| 1980/81 | FC Zürich       | Szwajcaria | Nationalliga A | 26    | 2    |
| 1981/82 | FC Zürich       | Szwajcaria | Nationalliga A | 30    | 1    |
| 1982/83 | FC Zürich       | Szwajcaria | Nationalliga A | 21    | 2    |
| 1983/84 | FC Zürich       | Szwajcaria | Nationalliga A | 12    | 2    |
| 1984/85 | Lausanne Sports | Szwajcaria | Nationalliga A | 30    | 2    |
| 1985/86 | Lausanne Sports | Szwajcaria | Nationalliga A | 29    | 3    |
| 1986/87 | FC Lugano       | Szwajcaria | Nationalliga B | ?     | ?    |
| 1987/88 | FC Lugano       | Szwajcaria | Nationalliga B | 34    | 2    |
| 1988/89 | FC Lugano       | Szwajcaria | Nationalliga A | 34    | 2    |

## Kariera reprezentacyjna
W reprezentacji Szwajcarii Zappa zadebiutował 22 maja 1979 w wygranym 4:0 meczu eliminacji do Euro 80 z Islandią, rozegranym w Bernie. W swojej karierze grał też w eliminacjach do MŚ 1982. Od 1979 do 1983 roku rozegrał w kadrze narodowej 23 mecze i strzelił w nich 3 gole.